# Stam van Baer
Pour les articles homonymes, voir van Baer.
 (juillet 2016).
Si vous disposez d'ouvrages ou d'articles de référence ou si vous connaissez des sites web de qualité traitant du thème abordé ici, merci de compléter l'article en donnant les références utiles à sa vérifiabilité et en les liant à la section « Notes et références ».
Stam van Baer et/ou Stanny van Baer, aussi Stanny (née Constance Catharina Margarethe van Baer en 1942 aux Pays-Bas) est une ancienne reine de beauté néerlandaise, qui a été couronnée Miss International 1961.